# تورتل لیک، شهرستان ولورته، ویسکانسین
تورتل لیک، شهرستان ولورته، ویسکانسین (به انگلیسی: Turtle Lake, Walworth County, Wisconsin) یک منطقهٔ مسکونی در ایالات متحده آمریکا است که در ویسکانسین واقع شده‌است.

## خصوصیات
تورتل لیک ۳۴۳ نفر جمعیت دارد و ۲۸۱٫۰۳ متر بالاتر از سطح دریا واقع شده‌است.